# TT101
La tombe thébaine TT 101 est située dans la vallée des Nobles à Cheikh Abd el-Gournah, dans la nécropole thébaine, sur la rive ouest du Nil, face à Louxor en Égypte.
C'est la sépulture de Tjener vivant sous le règne d’Amenhotep II.